# Schwyz (Schiff)
Die Schwyz ist ein Passagier-Motorschiff auf dem Vierwaldstättersee in der Schweiz. Sie wird von der Schifffahrtsgesellschaft des Vierwaldstättersees (SGV) betrieben. Vor der Generalsanierung 2012/2013 verfügte die Schwyz als maschinentechnische Rarität über ihre originalen langsamlaufenden Sulzer-Motoren von 1959.

## Geschichte

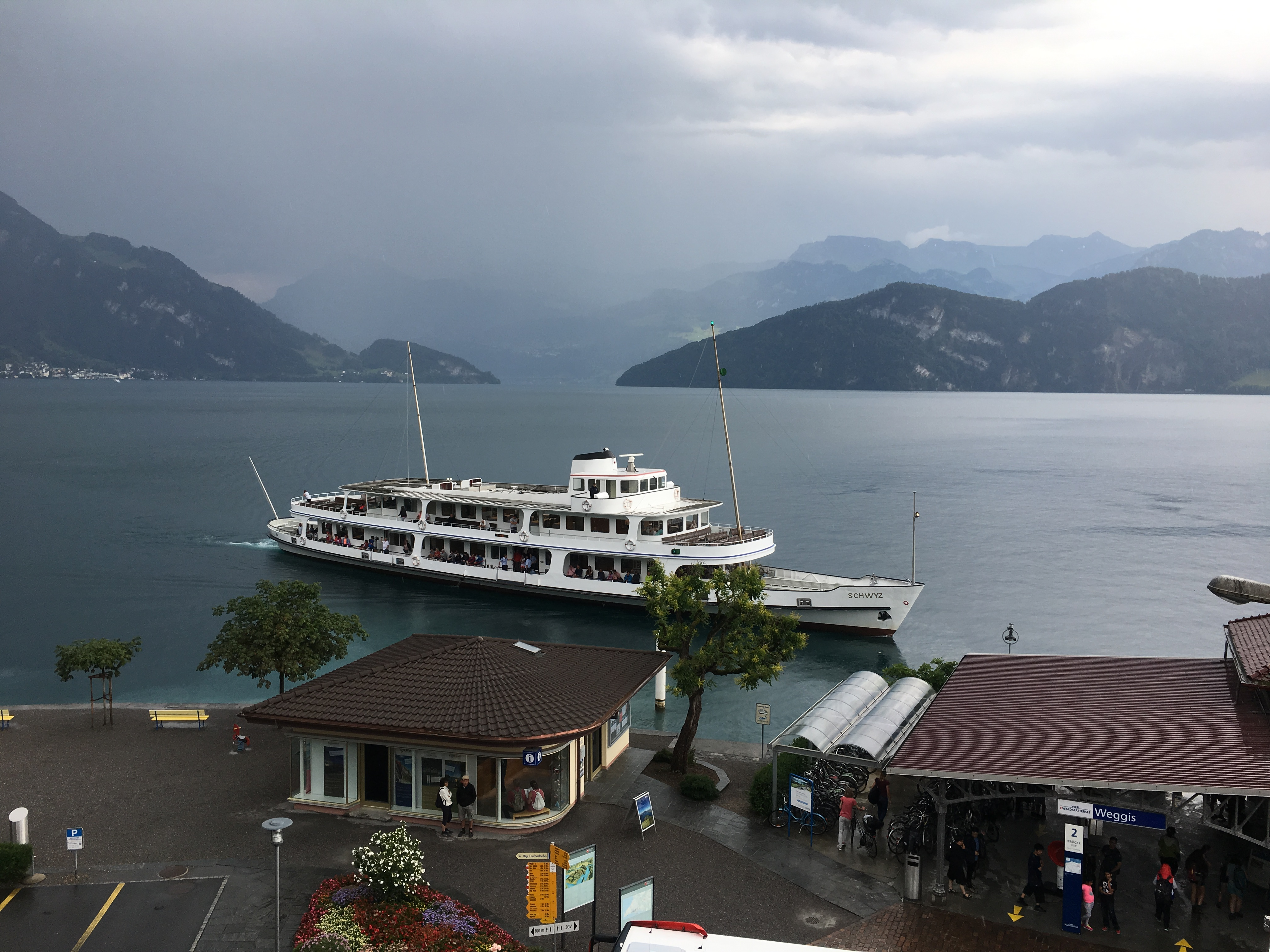
Die Schwyz erreicht am 17. Juli 2018 Weggis

Die Schwyz wurde von der damaligen «Dampfschiffgesellschaft des Vierwaldstättersees» (DGV), der heutigen SGV, als Ersatz für den gleichnamigen Raddampfer Schwyz in ihrer eigenen Werft in Luzern erbaut. Nach einer Planungs- und Bauzeit von sechs Jahren fand die Jungfernfahrt am 18. Juli 1959 statt. Die Konstruktion der Schwyz diente als Vorbild für den Bau weiterer grosser Motorschiffe des Vierwaldstättersees, der Winkelried, Gotthard und Europa, die allerdings niedriger gebaut wurden (ohne Schornstein und Kommandodeck), um die Acheregg-Brücke bei Stansstad passieren und in den Alpnachersee gelangen zu können, was mit der Schwyz seit dem Ersatz der früheren Drehbrücke durch eine feste Brücke zu Anfang der 1960er Jahre nicht mehr möglich ist.
Ende 2012 wurde die Schwyz einer Generalsanierung unterzogen und dabei wurde sie neu motorisiert. Die Sechszylinder Zwei-Takt-Dieselmotoren von Sulzer wurden durch zwei Zwölfzylinder-Motoren von MAN ersetzt. Am Sonntag, 21. Oktober 2012 wurde die Schwyz mit einer Abschiedsfahrt von ihrem Dienst als letzter «Langsamläufer» auf dem Vierwaldstättersee verabschiedet. Einer der ausgebauten historischen Sulzer-Motoren wird in Winterthur vom «Verein Diesel Motoren Winterthur» gezeigt.
Die Zugersee Schifffahrt setzt sowohl für Kursfahrten im Liniendienst als auch für Sonderfahrten ebenfalls ein 1997 in Kressbronn von der Bodan-Werft gebautes Schiff mit dem Namen Schwyz ein.

## Einsatz
Die Schwyz wird sowohl für Kursfahrten im Liniendienst als auch für Sonderfahrten eingesetzt.